# Rainer Popp

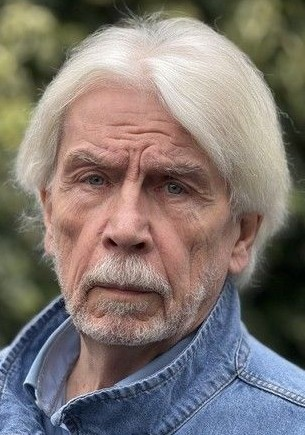
Rainer Popp, 2025

Rainer H. Popp (* 24. März 1946 in Staßfurt) ist ein deutscher Journalist, Schriftsteller und bildender Künstler. Er war ab 1983 Chefredakteur bei Radio Luxemburg und RTL. Popp ist auch Autor von Theaterstücken.

## Leben

### Ausbildung
Rainer H. Popp ist der jüngste Sohn des Oberstudiendirektors Heinrich Popp und seiner Ehefrau Ilse Popp, geborene Lehwald ,und Enkelsohn des Oberschulrats Otto Popp. Großvater mütterlicherseits war Walter Lehwald, Bankdirektor im westpreußischen Kulm (polnisch Chełmno), Ehemann von Anna Lehwald, geborene von Zabiensky. Sein Vater lehrte am Gymnasium in Staßfurt Deutsch, Geschichte und Geographie. 1951 floh die Familie in die Bundesrepublik, wenige Wochen nachdem sein Vater aus dreimonatiger DDR-Haft entlassen worden war. Das „Verbrechen“, das das Ministerium für Staatssicherheit ihm vorwarf, war: er habe Westzeitungen gelesen. Zunächst lebte die fünfköpfige Familie in Bad Harzburg; später siedelte sie sich in Goslar an. Dort besuchte Popp zunächst die Grundschule und wechselte danach auf den neusprachlichen Zweig (Englisch, Französisch) des Ratsgymnasiums für Jungen, auf dem auch sein Vater unterrichtete. Im Alter von 15 Jahren begann er zu schreiben: Kurzgeschichten und Gedichte. In der Unterprima war er bereits Mitglied im Verband deutscher Schriftsteller (VS) und las öffentlich aus seinen Werken.
Nach dem Wehrdienst, den er 18 Monate in Seeth, Schleswig-Holstein, ableistete, absolvierte er ein zweijähriges Volontariat bei der Goslarschen Zeitung. Im Januar 1971 wechselte er als Chefreporter zum Donaukurier nach Ingolstadt und von dort (im Oktober 1975) als politischer Redakteur und Ressortleiter Zeitgeschehen in die Mantelredaktion der Westdeutschen Zeitung nach Düsseldorf. Von April 1979 bis 1983 arbeitete er als Korrespondent in der Bonner Zentralredaktion des Deutschen Depeschendienstes (ddp).

### Tätigkeiten für RTL
Am 20. Mai 1983 trat Rainer Popp seinen Dienst als Chefredakteur bei Radio Luxemburg und wohnte in Walferdange. Sieben Monate später wurde er in Doppelfunktion auch Chefredakteur von RTL-Fernsehen. Dort entwickelte und leitete er ab 1. Januar 1984 zusätzlich zu seinen Aufgaben im Hörfunk die RTLplus-Nachrichtensendung „Sieben vor Sieben“. Die ersten Moderatoren waren Geert Müller-Gerbes, Hans Meiser und Hergen Björn Schimpf sowie Maggie Deckenbrock.
Popp konzipierte und leitete das Frühstücksfernsehen von RTL und war zugleich ab Januar 1988 Nachfolger von Helmut Thoma im Amt des Programmdirektors von Radio Luxemburg. 1987 erschien im Verlag Droemer/Knaur sein Buch Ein Irrenhaus fährt Achterbahn / 30 Jahre Radio Luxemburg, in dem er seine beruflichen Erlebnisse bei RTL beschrieb.
Popp war als Chefredakteur auch Ideengeber und Organisator des Diktats für den Frieden, das der Literaturnobelpreisträger Heinrich Böll exklusiv für Radio Luxemburg verfasste und das die damalige Bundesbildungsministerin Dorothee Wilms (CDU) vor Primanern der Europaschule in Luxemburg in einer Live-Sendung des Morgenmagazins Guten Morgen, Deutschland am 2. Oktober 1984 verlas; anmoderiert von Geert Müller-Gerbes, dem damaligen Studioleiter von RTL in Bonn. Das Echo dieser RTL-Aktion war riesengroß: In Kaufhäusern, in zahllosen Schulen, beim Bäcker, in Supermärkten oder beim Friseur und sogar in Hallenbädern – überall nahmen die Hörer Papier und Bleistift zu Hand. Und selbst Bürger der damaligen DDR beteiligten sich an diesem Schreibwettbewerb, der Tage zuvor mehrfach im Programm von Radio Luxemburg angekündigt worden war und bei dem herausgefunden werden sollte, wie sicher die Deutschen die Orthographie ihrer Muttersprache beherrschen.
Mehr als 14.000 Diktate kamen zurück, davon knapp zehn Prozent ohne Fehler. Der erste Preis, den die 16 Jahre alte Schülerin Claudia Ecker durch ein Losverfahren für sich entschied, war entweder mit 10.000 DM dotiert oder mit einem Ausbildungsstipendium oder mit der Chance einer Buchveröffentlichung nach eigener Wahl. Die junge Frau entschied sich für den Geldbetrag; sie wurde zusätzlich bei der 48. Löwenverleihung in der Dortmunder Westfalenhalle in Anwesenheit von mehr als 15.000 Gästen vorgestellt und interviewt.
Nach seinem Weggang von RTL, den er auf eigenen Wunsch und gegen den ausdrücklichen Willen der Generaldirektion herbeiführte, ging er zunächst nach München, dann nach Wien und 1990 nach Köln, wo er sich als Buchautor und Medienberater niederließ. Unter anderem betreute er 1991 für den Westdeutschen Rundfunk (WDR) als Herausgeber die in der ARD bundesweit ausgestrahlte politisch-satirische Puppensendung „Hurra Deutschland“. Er war auch 1995 ausführender Produzent der RTL-Nachtshow mit Thomas Koschwitz. Danach arbeitete Popp als Programmdirektor der Medienagentur Brainpoint in Frankfurt am Main.

### Gesellschaftliches Engagement
Rainer Popp ist Mitglied der gegen Ausländerfeindlichkeit, Rassismus und Antisemitismus 1990 gegründeten Charta Europa.
Internationale Aufmerksamkeit – vor allem in Israel – erregte er mit seinem „Nazi-Test“, als er sich im Jahre 2002 unter dem Pseudonym Rudolph Lehwald bei den damals im deutschen Parlament vertretenen Parteien mit rassistischen und menschenverachtenden Zitaten aus Hitlers Buch Mein Kampf erfolgreich um die Mitgliedschaft von CDU, CSU, SPD, FDP und den Grünen bewarb. Zu jener Zeit bemühten sich Bundesregierung, Bundestag und Bundesrat vor dem Bundesverfassungsgericht vergeblich um ein Verbot der rechtsradikalen NPD.
Rainer Popp war von 2008 bis 2016 Geschäftsführer der Tele Veronika GmbH. Die Gesellschaft ist erloschen.

### Künstlerisches Schaffen
Popp ist auch bildender Künstler, insbesondere Kunstmaler. Im Alter von achtzehn Jahren hat er erste großflächige Bilder gemalt und Skulpturen aus Ton gefertigt. Er hat die „combine paintings“ des US-Amerikaners Robert Rauschenberg (1925–2008) in eine neue Dimension geführt und aus der Erhöhung dieser künstlerischen Kraft seine hintergründig lasziven, seine farbintensiven dreidimensionalen Objektbilder geschaffen. Popp definiert seine vehementen, seine blendenden Bildcollagen als Manifest einer sichtbaren Lyrik, die es anzufassen, die es anzuschauen und die es für jeden Betrachter in eigener Sprache zu lesen gilt. Und in diesen Gemälden, die er als Projektionsflächen seiner Hände, seiner Augen, seiner Gedanken und seiner Emotionen sieht, mischen sich Meditation und Mystik zu optischen Signalen, die einen eigenständigen, einen unvergleichlichen Kosmos bilden. Ihm kommt es darauf an, neue und damit einmalige Farbstrukturen zu komponieren und sie in einem Geflecht aus Gegenständen in eine vielschichtige Beziehung zu stellen: intuitiv, sensitiv, aggressiv, wuchtig – und immer ästhetisch. Die Materialien, die er dazu verwendet, stammen aus Alchimisten-Küchen, aus Rumpelkammern, vom linken Ufer des Rheins und von den Ecken der Welt: Polyester und Pappe, Bettlaken, Puppen und Schießpulver; dazu Patronenhülsen von den Schlachtfeldern Verduns, Felle und Wachs, Glasscherben, Packpapier, Steine und Vogelfedern, Treibholz aus dem Mittelmeer, Stöckelschuhe oder verrostete Nägel, die im Flusswasser angeschwemmt wurden. Er malt mit Leinöl, Spucke und mit Spiritus, mit Feuer und Treibsand, mit Lacken und Pflanzensäften, mit Blütenstaub, mit Polyester, Asche, mit Acryl, mit Ölfarben, Gouache, mit Benzin und mit saurem Regen. Er verwendet Mörtel, Wachs, Seidentücher, Teer, Haarspray und Make-up, Eau de Cologne, Danziger Goldwasser und Gips.
Der New Yorker Galerist und Kunstkritiker Bill Hetzler: „Rainer Popp ist ein Künstler von internationalem Zuschnitt.“
Die Luxemburger Galeristin und Kunsthistorikerin Maria Magdalena Burghagen: „Die Bilder von Rainer Popp sind Altäre der Jetztzeit aus Farben, Formen und aus seiner ausdrucksstarken Fantasie. Und seine Plastiken und Skulpturen, gefertigt aus Eisen, Draht, aus Holz, Beton, Blech, Marmor und aus Silber, die offenbaren - Schattenrissen gleich - die unermessliche Vielfalt des menschlichen Seins in seiner Hinfälligkeit und in seiner programmierten Endlichkeit.“
Einzelausstellungen, in denen die Werke von Rainer Popp gezeigt wurden: in der Galerie der Andy-Warhol-Freunde Taylor/McLoud (Manhattan/New York); in der Artium Art Gallery (Luxemburg-Stadt); in der Art Exposition (im belgischen Spa) und in der Galerie Espace Delpha in der Rue de Berri (Paris).
Gruppenausstellungen: Congrès Palais (in der belgischen Hauptstadt Brüssel) Centre culturel Jacques Brel (im nord-französischen Thionville); Palais de L’Europe (Straßburg); Museum des Saarlandes und Die moderne Galerie (Saarbrücken); Nationalbibliothek des Großherzogtums Luxemburg (Luxemburg-Stadt); Museum van Bommel-van Damm (Venlo), Galerie Schröder & Partner (Köln; zusammen mit Werken von Salvador Dalí, Sigmar Polke und Christo). Außerdem Ausstellungen in Lüttich (Musée du Parc de la Bovérie), Metz (Académie des Beaux Arts), Frankfurt am Main, Lübeck, Schwerin, Stuttgart, München und Hamburg.
Rainer Popp ist Einzelgänger in seiner bildenden Kunst; es gibt keine Stilrichtungen, die seinen Bildern und Collagen zuzuordnen sind. Manche seiner Skulpturen jedoch, die erinnern in Form und Dimension an gewisse Arbeiten des Schweizer Bildhauers Alberto Giacometti (1901–1966).
Rainer Popp ist Mitglied der Künstlervereinigung CrossArt International.
Das Zwei-Personen-Drama in drei Akten Bin gewesen, habe gehabt wurde im Kölner Theater „Tiefrot“ in einer szenischen Lesung unter der Regie von Wolfram Zimmermann am 23. Oktober 2003 uraufgeführt.

### Privates
Rainer H. Popp ist evangelisch, seit 1973 in erster Ehe mit der Porträt- und Landschaftsmalerin Ingrid Popp, geborene Nehren (Tochter des Berliner Kunstmalers Heinz Nehren), verheiratet und Vater von zwei Kindern (Gregor Alexander, geboren 1975, und Nanni Kristina, geboren 1980). Er lebt heute in Köln.

## Buchveröffentlichungen
- Gelächter (Lyrik). Achat Verlag, 1968
- Ein Irrenhaus fährt Achterbahn. Verlag Droemer Knaur, 1987, ISBN 3-426-01612-5.
- Bosse nach Wahl – Die neue Macht der Mitarbeiter. Argon Verlag, 1997, ISBN 3-87024-394-5.
- Deutschland zum TÜV – Neun Wege aus der Krise. Argon Verlag, 1998, ISBN 3-87024-465-8.[7]
- Karriere eines Komplotts (Roman). Dante-Verlag, 2002, ISBN 3-936880-00-X.
- Bin gewesen, habe gehabt – Drama in drei Akten. Dante-Verlag, 2003, ISBN 3-936880-22-0.
- Im Angesicht der Lüge (Roman-Trilogie). Verlag SWB Media Publishing, 2015, 2016, 2017, ISBN 978-3-946686-18-7.
- Die Wörter und die Toten (Roman). Verlag SWB Media Publishing, 2018, ISBN 978-3-946686-75-0.
- Die Tage und die Ewigkeit (Roman). Verlag Edition Bärenklau, 2018, ISBN 978-3-9820245-1-6.
- Die Farbe Rot der Hölle (Roman). Verlag 77 Publisher Inc., Cape Coral, Florida, USA, 2018, ISBN 978-0-9913924-9-0.
- Die Asche des Lichts (Roman). Verlag 77 Publisher Inc., Cape Coral, Florida, USA, 2018, ISBN 978-0-9974143-6-3.
- Mammon, Macht und Maßanzüge – Deutsche Manager in Verruf. Verlag Edition Bärenklau, 2018, ISBN 978-3-9820245-2-3.
- In den Zeiten des Zorns – Ein Manifest für Deutschland. Verlag Edition Bärenklau, 2018, ISBN 978-3-9820245-3-0.
- Küsse von Mama (Roman). Verlag Edition Bärenklau, 2019, ISBN 978-3-9820245-5-4.
- Das Schweigen der Schatten (Roman). Apex-Verlag/Edition Bärenklau, 2019, ISBN 978-3-7502-4873-1.
- Der Kaufmann und der Weihnachtsbaum (Erzählung), Sammelband Wundersame Weihnacht. Verlag der Romankiosk, München, 2019, ISBN 978-3-7531-2032-4.
- Schreie aus seinem Mund (Roman). Apex-Verlag/Edition Bärenklau, 2020, ISBN 978-3-7529-5053-3.
- Altäre der Jetztzeit; Gemälde und Skulpturen (Werkschau). Verlag Edition Bärenklau, 2020, ISBN 978-3-9820245-9-2.
- Und das Schicksal war Zeuge (Erzählung), Sammelband Wundersame Weihnacht. Verlag Der Romankiosk, 2020, ISBN 978-3-7549-1903-3.
- Bei lebendigem Fleisch (Roman). Verlag Edition Bärenklau, 2021, ISBN 978-3-9823009-0-0.
- Steinschläge, 100 Gedichte, Band 1 (Lyrik). Verlag Edition Bärenklau, 2021, ISBN 978-3-9823009-1-7.
- Nach Feuer schmeckt die Nacht (Polit-Roman). Verlag SWB Media Publishing, 2022, ISBN 978-3-96438-049-4.[8]
- Funkenflüge, 100 Gedichte, Band 2 (Lyrik). Verlag Edition Bärenklau, 2022, ISBN 978-3-9823009-2-4.
- Plötzlich kehrt Stille ein (Roman). Verlag Edition Bärenklau, 2023, ISBN 978-3-9823009-3-1.
- Sturzfluten, 100 Gedichte, Band 3 (Lyrik). Verlag Edition Bärenklau, 2023, ISBN 978-3-9823009-4-8.
- Die Bescherung (Erzählung), Sammelband Wundersame Weihnacht. Verlag Bärenklau Exklusiv, 2023, ISBN 978-3-7584-3587-4.
- Glutnester, 100 Gedichte, Band 4 (Lyrik). Verlag Edition Bärenklau, 2024, ISBN 978-3-9823009-5-5.
- Die Heimkehr (Erzählung), Sammelband Wundersame Weihnacht, Verlag Bärenklau Exklusiv, 2024, ISBN 978-3-818739-67-6.
- 69 Cents pro Minute / Der 12. Stock (Zwei Theaterstücke), Signum-Verlag München, 2025, ISBN 978-3-818784-53-9.